# José Ortega Soriano
José Francisco "Chumi" Ortega Soriano (Yecla, 13 de agosto de 1997) es un jugador de baloncesto español, que juega en el Morabanc Andorra de la Liga Endesa. Con 1,90 metros de altura, que ocupa la posición de escolta. Es hijo del exboxeador olímpico José Ortega Chumilla.

## Biografía
Formado en las categorías inferiores de la Red Deportiva Yecla, después de descartar el fútbol y crecer baloncentísticamente en Yecla (su localidad natal) y con la Región de Murcia en los tres campeonatos de España de Selecciones Autonómicas que disputó (mini-básquet, infantil y cadete), firmaría con el UCAM Murcia en año 2013 para seguir creciendo baloncestísticamente.
En la temporada 2015-16 comienza la temporada con el equipo de Liga EBA del UCAM Murcia, donde promediaría 9,8 puntos, 3,1 rebotes, 2,2 asistencias, 1,5 robos y 7,9 de valoración.
En septiembre de 2015, el canterano del UCAM Murcia debuta en la Liga Endesa, en la victoria ante el RETAbet.es GBC, donde participaría durante 3:45 minutos en pista, sin lograr anotar.
En la temporada 2016-17, tras unas grandes actuaciones con el filial de Liga EBA y tras las bajas del primer equipo, el jugador debuta en Eurocup y dispone de minutos en el equipo ACB.
En julio de 2017, el alero murciano tras formar parte de la primera plantilla del UCAM CB Murcia, anunció a través de las redes sociales que la temporada 2017-18 competiría en las filas del Albacete Basket de la LEB Plata, tras finalizar contrato con el cuadro universitario.
En verano de 2018, se compromete con el HLA Alicante de LEB Plata y con el que lograría el ascenso a Liga LEB Oro al final de la temporada 2018-2019. Tras realizar una buena temporada, el escolta murciano renueva con el club alicantino para jugar en el Liga LEB Oro la temporada 2019-2020.
El 4 de julio de 2021, firma por el Palencia Baloncesto de la Liga LEB Oro. El 11 de febrero de 2023, gana con el equipo palentino la Copa Princesa de Asturias de baloncesto, y el 18 de junio de ese año, el Palencia vence en la final four de ascenso en Burgos, al Hereda San Pablo Burgos por 95-83 consiguiendo el ascenso a la Liga ACB y siendo nombrado Chumi como MVP del evento.
En su primera temporada completa como jugador de la ACB, es nombrado capitán del equipo, siendo su ilusión poder debutar algún día como internacional por la selección española. En esta propia temporada, el conjunto palentino acaba consumando su descenso a LEB Oro tras finalizar en el último lugar de la clasificación.
El 3 de junio de 2024, el Morabanc Andorra de la Liga Endesa anuncia el fichaje del yeclano por las próximas 2 temporadas tras ser una de las piezas destacadas del Zunder Palencia por su buen juego y el esfuerzo incondicional demostrado en pista.